# Anke Pörksen

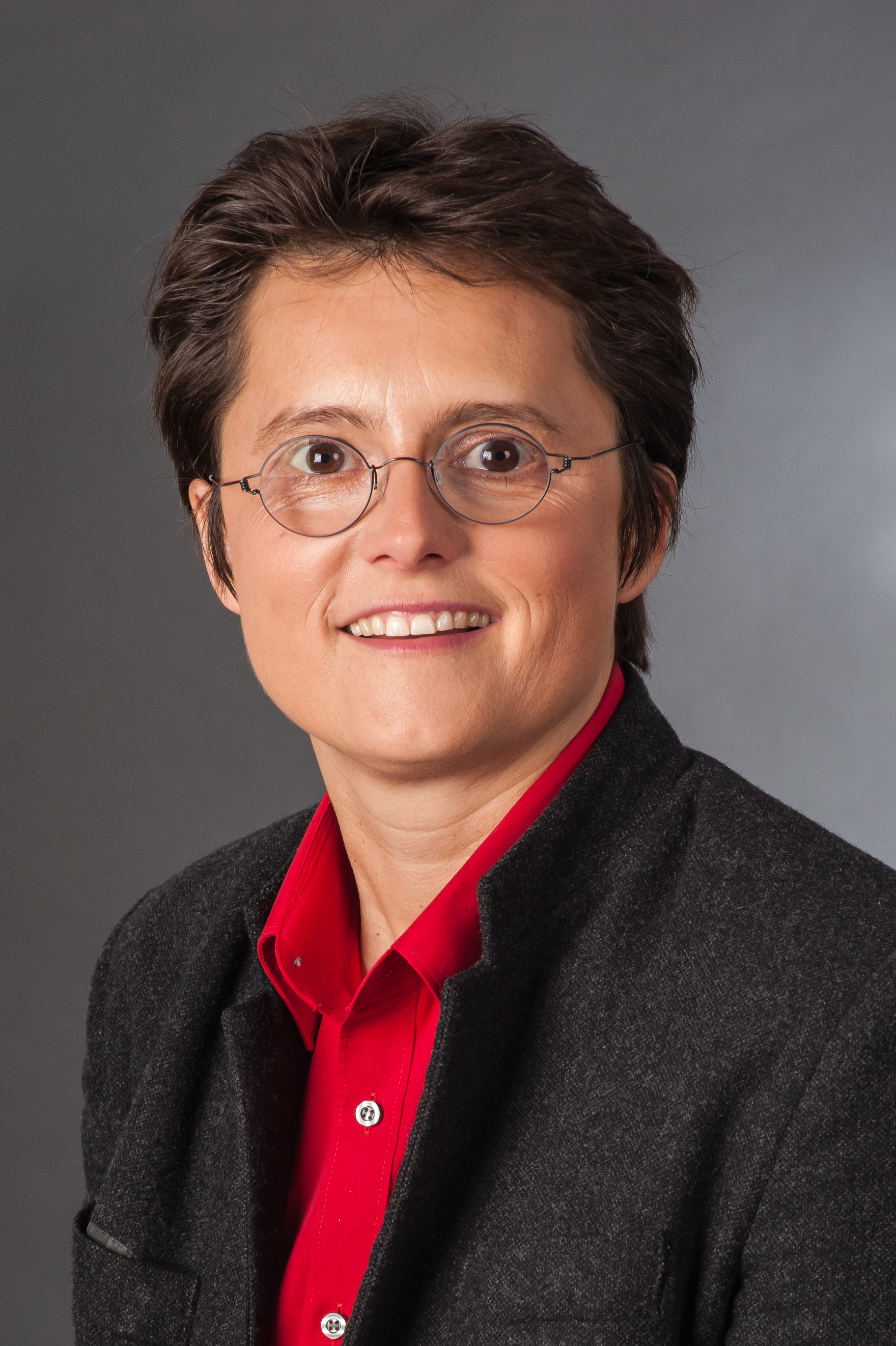
Anke Pörksen (2013)

Anke Pörksen (* 24. Juni 1966 in Krefeld) ist eine deutsche Politikerin (SPD) und seit 2013 als Staatssekretärin Sprecherin der niedersächsischen Landesregierung.

## Leben
Nach dem Studium der Rechtswissenschaften in Freiburg und Genf war sie wissenschaftliche Hilfskraft am Freiburger Max-Planck-Institut für ausländisches und internationales Strafrecht. Nach dem Rechtsreferendariat trat sie in den höheren allgemeinen Verwaltungsdienst der Freien und Hansestadt Hamburg ein. Von 1997 bis 2013 war sie in Hamburg tätig, zunächst in der Kulturbehörde, dann in der Justizbehörde und in den Jahren 2002 bis 2013 in der Schulbehörde.
Anke Pörksen ist katholisch und bezeichnet sich als „überzeugte Christin“. Sie ist verheiratet mit Jan Pörksen, der im Jahr 2011 Staatsrat und im Jahr 2018 Chef der Hamburger Senatskanzlei wurde. Das Ehepaar hat zwei Kinder.

## Politik, Ehrenämter
Anke Pörksen war von 2000 bis 2013 im Bundesvorstand der Arbeitsgemeinschaft sozialdemokratischer Juristinnen und Juristen und von 2010 bis 2013 Bundesvorsitzende.
Von 2010 bis 2013 war Pörksen Vorsitzende des Regionalverbands Hamburg der Bürgerrechtsorganisation Humanistische Union.
Im schleswig-holsteinischen Landtagswahlkampf 2009 präsentierte der SPD-Spitzenkandidat Ralf Stegner sie als Kandidatin für das Amt der Justizministerin.
Am 25. Oktober 2012 wurde sie von Stephan Weil zur Landtagswahl 2013 in Niedersachsen als Justizministerin für sein Schattenkabinett vorgestellt. Nach dem Wahlsieg von Rot/Grün ging das Justizministerium nach den Koalitionsverhandlungen jedoch an Die Grünen. Die von den Grünen nominierte Antje Niewisch-Lennartz wurde am 19. Februar 2013 zur Justizministerin ernannt. Seit 19. Februar 2013 ist Pörksen niedersächsische Regierungssprecherin.
Anke Pörksen ist Mitglied des Vorstandes der Herbert Weichmann-Stiftung.

## Positionen
Anke Pörksen setzt sich für eine bessere Vorbereitung von Strafgefangenen für die Zeit nach der Entlassung ein. Sie lehnt privat geführte Haftanstalten ab. Sie tritt für eine verbraucherorientierte Justizpolitik ein und möchte dazu das schwer verständliche „Juristendeutsch“ eingrenzen. Außerdem befürwortet sie eine Verbesserung der Juristenausbildung und möchte die Arbeitsbelastung von Richtern und Staatsanwälten überprüfen.

## Werke
- Exklusion / Integration / Inklusion. Die UN-Behindertenkonvention und ihre Umsetzung in Hamburg. In: Institut für Bildungsforschung und Bildungsrecht Hannover: Selektion und Gerechtigkeit in der Schule. Nomos, Baden-Baden 2012, ISBN 3-8329-7616-7, S. 21–34
- Jugendarrest auf dem Prüfstand. Eine fast wahre Geschichte. In: Forum Strafvollzug. Zeitschrift für Strafvollzug und Straffälligenhilfe, Bd. 60. 2. Wiesbaden 2011, ISSN 1865-1534, S. 67–70
- mit Frieder Dünkel: Stand der Gesetzgebung zum Jugendstrafvollzug und erste Einschätzungen. In: Neue Kriminalpolitik. Forum für Praxis, Recht und Kriminalwissenschaften, Bd. 19. Nomos, Baden-Baden 2007, ISSN 0934-9200, S. 55–67
- Schule als Stiftung oder besser Schule in Stiftung. In: Zeitschrift für Bildungsverwaltung, Bd. 19.2. Schneider Verlag Hohengehren, Baltmannsweiler 2004, ISSN 0179-5465, S. 86–93